# Clark Lake (Alaska)
Pour les articles homonymes, voir Clark.
Clark Lake est un lac d'Alaska aux États-Unis, de 69 kilomètres de long et de 8 kilomètres de large.
Son nom lui a été donné en référence à John W. Clark, patron du comptoir de Nushagac et premier non-indigène à avoir découvert le lac. En langue Yupic, son nom est Kilchiq-vona.
Le lac Clark se trouve à l'intérieur du Parc national et réserve nationale de Lake Clark.